# Сан-маринская фашистская партия
Сан-маринская фашистская партия (итал. Partito Fascista Sammarinese; сокращённо — СФП) — сан-маринская политическая партия, правившая в условиях однопартийной диктатуры с 1923 по 1943 год.

## История
Партию основал и возглавлял Джулиано Гоци, сан-маринский ветеран Первой мировой войны, служивший добровольцем в Королевской итальянской армии. Сан-маринская фашистская партия была создана по образцу Национальной фашистской партии соседней Италии и придерживалась идей, близких к итальянскому фашизму. Гоцци происходил из знатного рода и занимал должности министра иностранных дел (в Сан-Марино министр иностранных дел возглавляет кабинет министров) и министра внутренних дел. Эти две должности давали ему контроль над армией и полицией. Изначально партия применяла жестокость и запугивания против оппонентов, таких как социалисты. Партийной газетой была «Сан-маринский народ» («Il Popolo Sammarinese»), созданная по образцу «Народа Италии» («Il Popolo d’Italia»). Сан-маринские фашисты проводили политику индустриализации, которая превратила страну, где большинство населения были фермерами, в страну рабочих фабрик и заводов. Несмотря на то, что в Сан-Марино не было ни одной еврейской общины, в 1942 году был принят «закон о защите расы», аналогичный действовавшему в Италии с 1938 года, запрещавший межрасовые браки, в том числе между евреями и сан-маринцами нееврейского происхождения.
В апреле 1923 года Гоцци был избран первым фашистским капитаном-регентом. После октябрьских выборов, оба капитана-регента были фашистами и так продолжалось следующие два десятилетия, так как в 1926 году все остальные политические партии были запрещены, что фактически сделало Сан-Марино страной с однопартийной системой. Кроме того, партия была разделена между фракцией Гоцци и фракцией Эцио Бальдуччи, что заставило их обратиться к итальянской партии за рекомендациями и посредничеством. В 1932 году фракция Бальдуччи начала выпускать конкурирующую газету «Голос Титано» («La Voce del Titano»). В следующем году он был обвинён в планировании политического переворота и арестован итальянскими властями после его бегства в Рим. В 1934 году специальным судом Бальдуччи и другие подозреваемые в заговоре были исключены из партии, привлечены к судебной ответственности и приговорены к каторжным работам, но наказание так и не было выполнено.
К концу 1942 года Гоцци приказал депортировать и посадить в тюрьму всех евреев Сан-Марино.
28 июля 1943 года, через три дня после переворота в Италии и ареста Бенито Муссолини в Сан-Марино прошёл организованный антифашистскими силами массовый митинг, в результате которого правление Сан-маринская фашистская партия была отстранена от власти и было сформировано первое за двадцать лет нефашистское правительство; позже 28 июля стало национальным праздником — Днём победы над фашизмом. 5 сентября 1943 года в Сан-Марино прошли выборы в Генеральный совет; фашистская партия партия не была допущена к участию в голосовании, а все антифашистские силы сформировали единый общий список кандидатов под названием List Unica, который на безальтернативной основе и завоевал все 60 мест в парламенте. Однако, уже через несколько дней, начала оккупации Италии немецкими войсками и освобождения Муссолини, фашисты начали восстанавливать свои позиции в Сан-Марино. Будучи окружённым территорией фашистской Итальянской социальной республики и близкими к линии фронта, Сан-Марино оказалось под угрозой немецкой оккупации. Для предотвращения этого Генеральный совет пригласил фашистов войти в состав правительства национального единства. 4 января 1944 года Гоцци и двумя тысячами лояльных фашистов был сформирован Республиканский союз Сан-Марино (Fascio Repubblicano di San Marino). 1 апреля 1944 года фашисты восстановили в Сан-Марино однопартийную диктатуру.
26 июня 1944 года Королевские военно-воздушные силы Великобритании ошибочно нанесли бомбовый удар по Сан-Марино, в результате чего погибли 63 мирных жителя. Фашисты объявили этот день днём национального траура и использовали это в пропаганде против антигитлеровской коалиции. 17 сентября 1944 года силы «стран оси» оккупировали Сан-Марино во время своего отступления, но через три дня были вытеснены силами антигитлеровской коалиции. Силы британской армии оставались в Сан-Марино до 31 декабря 1944 года; фашисты были полностью отстранены от власти, а 16 ноября 1944 года Сан-маринская фашистская партия была запрещена. 
В апреле 1945 года коалиция коммунистов и социалистов победила на выборах в Генеральный совет; поскольку 2 тысячам из 15 тысяч городских жителей было запрещено заниматься политикой, это дало преимущество левым силам. После одобрения парламентом чрезвычайного закона о люстрации, Гоци и 48 других деятелей Сан-маринской фашистской партии были подвергнуты репрессиям.